# La casa degli orrori nel parco
La casa degli orrori nel parco (The House in Nightmare Park) è un film del 1973 diretto da Peter Sykes.

## Trama
Inghilterra, primi del novecento. I fratelli Stewart e Jessica Anderson vivono in una villa isolata serviti dall'indiano Patel. Quando scoprono che l'attore di basso livello Foster Twelvetrees è il figlio del defunto fratello Victor e che è anche depositario (a sua insaputa) del segreto per scoprire dove è nascosto un cospicuo tesoro di famiglia all'interno della villa, lo invitano a casa loro insieme ad altri parenti con la scusa di esibirsi privatamente in uno dei suoi monologhi. Quando i membri della famiglia cominciano misteriosamente a morire uno dopo l'altro, Foster inizia a dubitare dei due fratelli.

## Produzione
Le riprese iniziarono il 6 novembre 1972 e terminarono il 16 dicembre. Il film fu girato negli Shepperton Studios, nella contea del Surrey, mentre le riprese esterne della casa furono effettuate presso la country house di Oakley Court nel Berkshire, già utilizzata in passato per numerosi film horror.
«Il film che mi è piaciuto di più girare è stato The House in Nightmare Park con Ray Milland», ha dichiarato Frankie Howerd, alla sua penultima apparizione sul grande schermo, «mi è piaciuto realizzarlo perché era una commedia thriller e mi piace quel tipo di film. L'unica cosa difficile riguardava le paludi. È stato molto estenuante dal punto di vista fisico da realizzare perché venivo inseguito al piano di sopra e al piano di sotto, correvo attraverso le paludi e generalmente venivo preso a calci. Ho dovuto lavorare tre giorni in una fossa di serpenti vivi, quindi è stato un film molto difficile da realizzare».

## Distribuzione
Il film fu distribuito il 23 marzo 1973 nel Regno Unito. Negli Stati Uniti, dove uscì solo nel settembre 1977, è stato distribuito anche con i titoli Crazy House e The Night of the Laughing Dead.

### Data di uscita
- 23 marzo 1973 nel Regno Unito (The House in Nightmare Park)
- 11 marzo 1974 in Danimarca (Gys og diamanter)
- 17 luglio 1975 in Italia (La casa degli orrori nel parco)
- 15 luglio 1976 in Messico (La villa del terror)